# Poeciloneta pallida
Poeciloneta pallida – gatunek pająka z rodziny osnuwikowatych, zamieszkujący Syberię.

## Taksonomia
Gatunek opisany po raz pierwszy w 1908 przez polskiego arachnologa Władysława Kulczyńskiego na podstawie okazów samic z Jakucji. Samiec został opisany dopiero w 1988 przez A. W. Tanasewicza na podstawie okazu złowionego w 1985 w okolicy górnego biegu Kołymy przez J. Marusika.

## Opis
Ciało długości ok. 1,8 mm. Karapaks o długości 0,85 i szerokości 0,75 mm, u obu płci ubarwiony jasnożółto z mglistą, jasnoszarą plamką pośrodku i ciemnym obrzeżeniem. Odnóża jasnożółte, bardzo cienkie i długie. Odwłok prawie biały z jasnoszarym wzorem złożonym z plamek i ukośnych pasów na grzbietowej stronie. Od Poeciloneta yanensis odróżnia się niepodzielonym, stożkowatym cymbium. Tylna część paracymbium z dużą, spiczastą, ciemną naroślą.

## Habitat
Pająk południowej tundry arktycznej. Suche skaliste siedliska. Bytuje pod kamieniami.

## Rozprzestrzenienie
Gatunek jest endemitem północno-wschodniej Rosji. Występuje w Górach Haraulah i Putorana, Tajmyrskim OA i Półwyspie Czukockim. Na południe sięga do Gór Czerskiego i obwodu magadańskiego. Wszędzie stosunkowo rzadki.